# Fritz Daniger
Franz Fritz Daniger (* 3. November 1910 in Berlin; † 11. März 1972 in West-Berlin; bisweilen auch als Fritz Daninger geführt) war ein deutscher Schauspieler, Rundfunkredakteur, Hörspiel- und Synchronsprecher.

## Leben und Wirken
Der Sohn des Friseurs Franz Daniger und dessen Frau Pauline, geb. Börner, besuchte die Schauspielschule von Richard Treu in Berlin und gab in den späten 1920er Jahren sein Bühnendebüt. 1928 erhielt er sein erstes Theaterengagement am Lessingtheater. 1931 ging er nach Hamburg, um dort für eine Spielzeit auf der Bühne des Thalia Theaters zu stehen. In dieser Zeit übernahm Daniger zumeist Chargen- und Charakterrollen.
1933 fand er ein neues Betätigungsfeld beim Reichsrundfunk, wo er fortan als Sprecher, Regie-Assistent und Regisseur arbeitete. Nach dem Zweiten Weltkrieg konnte er seine Radio-Tätigkeit ab 1947 beim RIAS fortsetzen. Dort widmete er sich vor allem der Erstellung von Jugend- und Kinderprogrammen sowie Märchensendungen. Daneben arbeitete Daniger umfangreich als Sprecher für Hörspiel und Filmsynchronisation.
In Film- und Fernsehproduktionen war Daniger indes ein seltener Gast. Einen seiner raren Filmauftritte hatte er in Georg Tresslers Die Halbstarken.
Fritz Daniger lebte zuletzt in Berlin-Schöneberg und starb 1972 im Auguste-Viktoria-Krankenhaus.

## Hörspiele (Auswahl)
- 1948: Salzwassergeschichten, Regie: Hanns Korngiebel, mit Josef Sieber, Reinhard Kolldehoff, RIAS
- 1948: Das Ghetto stirbt, Regie: Hanns Korngiebel, mit Friedrich Joloff, Franz Weber, RIAS
- 1948: Familie Paddicke auf dem Weihnachtsmarkt, Regie: Karl Metzner, mit Else Reval, Willi Rose, RIAS
- 1954: Eine alltägliche Geschichte, Regie: Peter Thomas, mit Günter Pfitzmann, Gudrun Genest, RIAS
- 1954: Die Übungspatrone, Regie: Hanns Korngiebel, mit Heinz Giese, Herbert Weissbach, RIAS
- 1954: Nach Jahr und Tag, Regie: Peter Thomas, mit Roma Bahn, Reha Hinzelmann, RIAS
- 1955: Fräulein Caroline, Regie: Erik Ode, mit Harald Juhnke, Klaramaria Skala, RIAS
- 1956: Ich bin gleich wieder da, Regie: Egon Monk, mit Reinhold Bernt, Gudrun Genest, RIAS
- 1956: Columbushaus, Regie: Hanns Korngiebel, mit Reinhold Bernt, Edith Schollwer, RIAS
- 1957: Die Reise nach Italien, Regie: Heinz von Cramer, mit Heinz Giese, Roma Bahn, RIAS
- 1957: Der Mensch lebt nicht vom Brot allein, Regie: Hanns Korngiebel, mit Wilhelm Borchert, Gisela von Collande, RIAS
- 1957: Keiner weiß, wohin er flieht, Regie: Hanns Korngiebel, mit Reinhold Bernt, Dorothea Hanke, RIAS
- 1958: Menschen im Regal, Regie: Egon Monk, mit Heinz Giese, Günter Pfitzmann, RIAS
- 1958: Romeo und Julia in Berlin, Regie: Hanns Korngiebel, mit Reinhold Bernt, Ilse Fürstenberg, RIAS
- 1959: Weihnachten war’s, Regie: Lothar Schluck, mit Karen Wellmann, Renée Stobrawa, RIAS
- 1959: Berlin und Samuel Fischer – Schicksalsbilder im Wandel einer Weltstadt, Regie: Hanns Korngiebel, mit Richard Bohne, Hans Caninenberg, RIAS
- 1959: Brandenburger Tor, Regie: Gert Westphal,  von und mit Hans Scholz, RIAS
- 1959: Neonlicht, Regie: Hanns Korngiebel, mit Reinhold Bernt, Ilse Pagé, RIAS
- 1960: Für Ursula verboten, Regie: Wolfgang Spier, mit Peter Mosbacher, Else Ehser, RIAS
- 1960: Der klingende Musiker, Regie: Hanns Korngiebel, mit Günther Lüders, Gudrun Genest, RIAS
- 1960: Die Möwe, nach Anton Tschechow, Regie: Hanns Korngiebel, mit Friedel Schuster, Herbert Stass, RIAS
- 1960: Berlin und das Romanische. Von der schöpferischen Bohème, Regie: Hanns Korngiebel, mit Hans Nielsen, Hermann Ebeling, RIAS
- 1961: Das Spiel ist aus, nach Jean-Paul Sartre, Regie: Hanns Korngiebel, mit Hans Söhnker, Marion Degler, RIAS
- 1961: Mensch ohne Namen. Ein Erlebnisbericht, Regie: Hanns Korngiebel, mit Ruth Hausmeister, RIAS
- 1961: Rund um Krolls Etablissement, Regie: Hermann Schindler, von und mit Hans Scholz, RIAS
- 1962: Wohin soll ich gehen?, Regie: Hanns Korngiebel, mit Heinz Klevenow, Christine Gerlach, RIAS
- 1962: Dem deutschen Volke – Der Reichstag, Regie: Hermann Schindler, mit Reinhold Bernt, Siegfried Schürenberg, RIAS
- 1963: Berlin und Scherl, Regie: Ulrich Gerhardt, mit Karl John, Carl Raddatz, RIAS
- 1963: Untern Linden, untern Linden, Regie: Alexander Pestel, mit Hans Söhnker, RIAS
- 1963: Tagebuch; Regie: Jörg Jannings, mit Karl John, Christine Gerlach, RIAS
- 1963: Berlin und die Ullsteins, Regie: Jörg Jannings, mit Arthur Schröder, Joachim Nottke, RIAS
- 1967: Titania-Palast, Regie: Alexander Pestel, mit Hans Söhnker, Uta Hallant, RIAS
- 1968: Kettenreaktion, Regie: Jörg Jannings, mit Lutz Mackensy, Dieter Ranspach, RIAS
- 1969: Aufzeichnungen aus der Vorstadt, Regie: Hanns Korngiebel, mit Lieselotte Rau, Peter Mosbacher, RIAS